# You Give Love a Bad Name
«You Give Love a Bad Name» es el nombre del primer sencillo y de la segunda canción del tercer álbum de estudio de Bon Jovi, titulado Slippery When Wet, Fue lanzado en julio de 1986 llegando a alcanzar el puesto n.º 1 en la lista del Billboard Hot 100, convirtiéndose en el primer gran éxito de la banda. Esta canción fue una dedicatoria de Jon Bon Jovi para Diane Lane (su entonces pareja). Trata de una mujer que hace sufrir a su amante terriblemente. Está incluida en el videojuego Guitar Hero on Tour: Decades, para Nintendo DS y fue portado a PS3, Wii y XBOX 360 con los videojuegos Guitar Hero 5, Lego Rock Band y Rock Band 3 (como canción descargable). En 2009 VH1 la ubicó en el número 20 de su lista de las mejores canciones de hard rock de todos los tiempos.

## Composición original
La melodía original de la canción You Give Love a Bad Name fue escrita por Desmond Child y grabada por Bonnie Tyler, bajo el título de If You Were a Woman (And I Was a Man). Estaba incluida en el álbum Secret Dreams and Forbidden Fire de la cantante galesa, lanzado en 1986. Al no quedar satisfecho con los resultados obtenidos y, principalmente, por la escasa promoción recibida por la discográfica, Child decidió reescribir el tema, trabajando junto a Jon Bon Jovi y Richie Sambora. Esta canción fue dedicada por Jon Bon Jovi a la actriz Diana Collins Lane quien fue su pareja. 

## Video musical
El video musical de la canción «You Give Love a Bad Name» fue dirigido por el estadounidense Wayne Isham, y grabado en el Auditorio Olímpico de Los Ángeles, California.. En la grabación, se muestra a la banda en el escenario, realizando una actuación en directo, mientras se intercalan primeros planos de Jon Bon Jovi y el resto de los miembros de la banda.  Este fue el único vídeo del álbum Slippery When Wet grabado a a todo color.

## Versiones
- La banda de metalcore Atreyu hizo una versión de esta canción.
- La cantante y actriz estadounidense Demi Lovato realizó una versión de la canción, en vivo en "the Wiltern" el 8 de diciembre de 2008.
- El grupo musical canadiense de gypsy jazz The Lost Fingers hizo la canción en su álbum Lost in the 80's lanzado en 2009.

## Lista de canciones
Vinilo de 7"
1. «You Give Love a Bad Name»
2. «Let It Rock»

Vinilo de 12"
A. «You Give Love a Bad Name» – 3:53
B1. «Raise Your Hands» – 4:17
B2. «Borderline» – 4:10

## Miembros
- Jon Bon Jovi - voz
- Richie Sambora - guitarra y coros
- David Bryan - teclados y coros
- Tico Torres - batería
- Alec John Such - bajo y coros

## Posicionamiento en listas y certificaciones
| Lista (1986)                            | Mejor posición |
| --------------------------------------- | -------------- |
| Australia (Kent Music Report)           | 23             |
| Austria (Ö3 Austria Top 40)             | 25             |
| Bélgica (Flandes) (Ultratop 50)         | 4              |
| Canadá (RPM)                            | 2              |
| Estados Unidos (Billboard Hot 100)      | 1              |
| Estados Unidos (Mainstream Rock Tracks) | 9              |
| Finlandia (Finland's Official List)     | 6              |
| Irlanda (IRMA)                          | 21             |
| Nueva Zelanda (Recorded Music NZ)       | 7              |
| Países Bajos (Dutch Top 40)             | 5              |
| Reino Unido (UK Singles Chart)          | 13             |
| Suecia (Sverigetopplistan)              | 14             |

| País        | Organismo certificador | Certificación | Ref.   |
| ----------- | ---------------------- | ------------- | ------ |
| Canadá      | CRIA                   | Oro           | [ 13 ] |
| Dinamarca   | IFPI Dinamarca         | Oro           | [ 14 ] |
| Italia      | FIMI                   | Oro           | [ 15 ] |
| Reino Unido | BPI                    | Platino       | [ 16 ] |

### Sucesión en listas
| Anterior: «Human» de The Human League | Billboard Hot 100 — Sencillo Nro 1 29 de noviembre de 1986 — 6 de diciembre de 1986 | Siguiente: «The Next Time I Fall» de Peter Cetera & Amy Grant |